# Sue Lloyd-Roberts
Susan Ann „Sue“ Lloyd-Roberts CBE (* 27. Oktober 1950 in London; † 13. Oktober 2015 ebenda) war eine britische Fernsehjournalistin, die für die BBC und davor für ITN gearbeitet hat.

## Leben
Lloyd-Roberts wurde in London geboren und besuchte das Cheltenham Ladies College. Nach dem Abschluss der Schule ging sie an das St Hilda’s College der University of Oxford, wo sie Geschichte und Fremdsprachen studierte und die Universität mit einem Bachelor verließ.
Sofort nach dem Abschluss der Universität begann sie für ITN, die Nachrichtensparte von ITV, zu arbeiten und berichtete viel im Rahmen der Nachrichtensendung News at Ten.
Sue Lloyd-Roberts arbeitete danach als Sonderkorrespondentin für die BBC und berichtete über eine Vielzahl von Ereignissen aus der ganzen Welt. Sie verfasste viele Hintergrundberichte für das Nachrichtenprogramm Newsnight sowie für das Our World Programm der BBC World News und den Nachrichtensender BBC News.
Sie gab in einer Fernsehsendung der BBC im Juni 2015 bekannt, dass bei ihr eine aggressive Form von Leukämie festgestellt worden sei und dass sie dringend einen Stammzellenspender benötige. Sie erklärte, dass sie ein Videotagebuch ihrer Behandlung führen werde. Sie starb am 13. Oktober 2015 an Komplikationen nach der Stammzelltransplantation, die sie im Juli 2015 erhalten hatte.

## Auszeichnungen
- 1995: European Women of Achievement Award, European Union of Women (EUW), London.[7]
- 2002: Member of the Order of the British Empire (MBE) in den 2002 New Year Honours für Verdienste um den Rundfunkjournalismus.[8]
- 2011: Emmy. Für ihre Reportagen aus Nordkorea.[9]
- 2013: Commander of the Order of the British Empire (CBE) in den 2013 Birthday Honours für Verdienste um den Journalismus.[10]